# Corythomantis greeningi
Corythomantis greeningi es una especie de anfibios de la familia Hylidae. Es  endémica de Brasil. Sus hábitats naturales incluyen sabanas secas y húmedas, ríos intermitentes y zonas rocosas. Su supervivencia no está en peligro según la IUCN.